# Charles Voysey

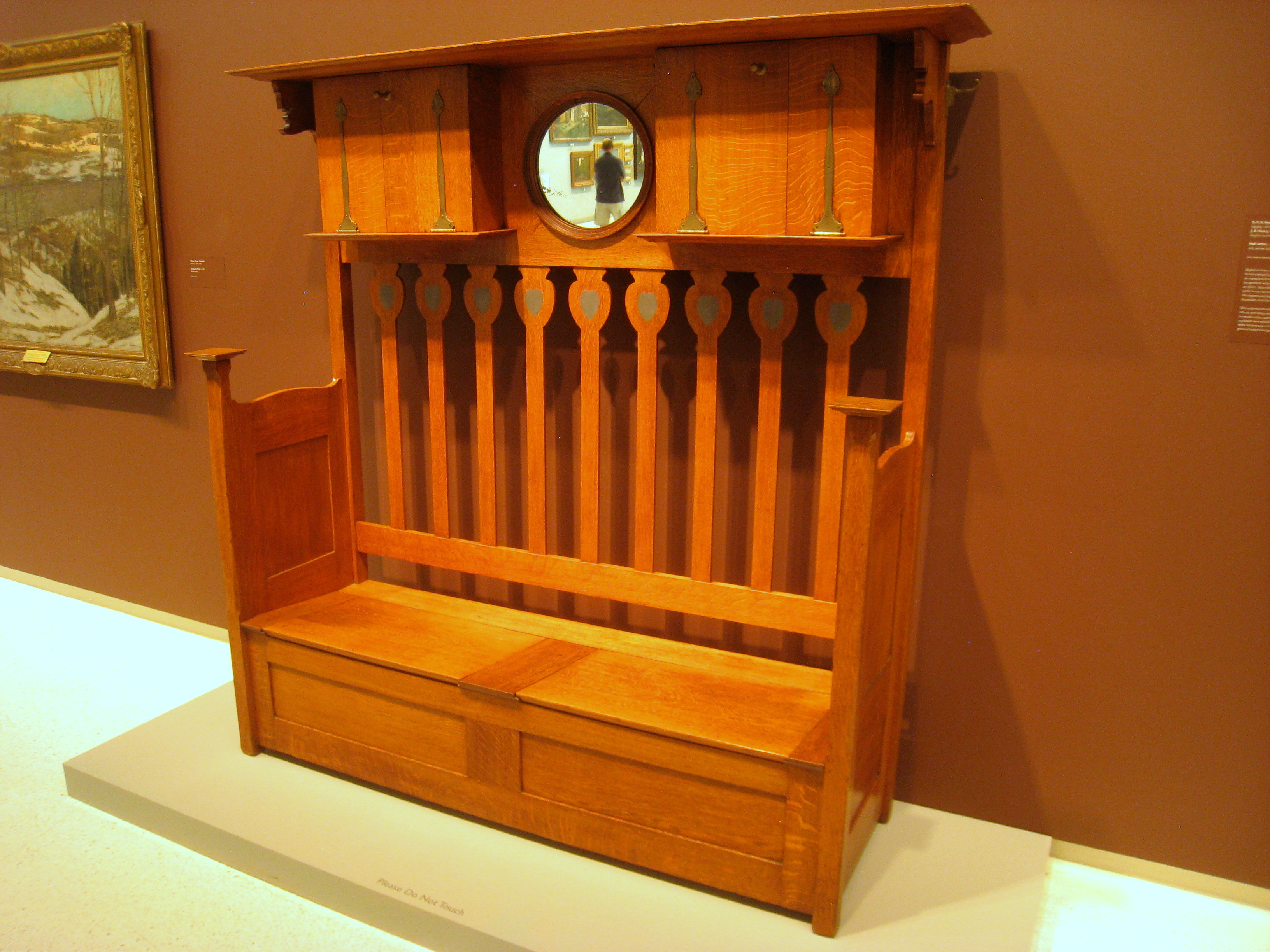
Hallmöbel av Charles Voysey, omkring 1900.

Charles Francis Annesley Voysey, född 28 maj 1857 i Hessle i East Riding of Yorkshire, död 12 februari 1941 i Winchester i Hampshire, var en brittisk arkitekt och formgivare.

## Biografi
Charles Voysey utbildade sig från 1874 först hos arkitekten John Pollard Seddon, sedan ett år för arkitekten George Devey. Han öppnade ett eget kontor 1882 och börjad med att formge tapeter för Jeffrey & Co. Senare ritade han också tapetmönster för Essex & Co och tygmönster för Turnbull & Stockdale. Han anslöt sig till Art-Workers Guild 1884.
Charles Voysey är också känd för att ha ritat ett stort antal privatvillor, framför allt på landsbygden. Han formgav också detaljer i sina hus, också möblerna.
Charles Voysey skapade en egen villastil, inriktad på saklighet och bekvämlighet. Denna stil fick, liksom hans friska stiliserade tapetmönster, stor betydelse för tidens europeiska bostadsideal. Som villaarkitekt var han den mest betydande i generationen efter Roger Morris.
Victoria and Albert Museum har samlingar av skisser och av tyger, mattor och tapeter formgivna av Charles Voysey.